# خافيير فيران
خافيير فيران (بالإسبانية: Javier Ferrán)‏ هو شخصية أعمال إسباني، ولد في 1956.